# Honour & Blood
Honour & Blood è un album da studio del gruppo musicale britannico heavy metal dei Tank, pubblicato dall'etichetta discografica Music for Nations nel 1984.

## Il disco
Questa è la prima pubblicazione della band senza i fratelli Brabbs, il chitarrista e il batterista della prima formazione.
Il disco è stato ristampato in CD nel 1997 dalla High Vaultage Records e nel 2008 dalla Metal Mind Productions, entrambe le versioni contengono di una bonus track.
La canzone Chain of Fools è una cover della cantante Aretha Franklin

## Tracce
Testi e musiche di Algy Ward, Mick Tucker eccetto dove indicato.
1. The War Drags Ever On – 8:14
2. When All Hell Freezes Over – 5:56
3. Honour and Blood – 6:31
4. Chain of Fools (cover di Aretha Franklin) – 4:08
5. W.M.L.A. – 5:17
6. Too Tired to Wait for Love – 4:37 (Algy Ward)
7. Kill – 8:00

Traccia bonus ristampe in CD
1. The Man That Never Was – 4:30

## Formazione
- Algy Ward - voce, basso
- Mick Tucker - chitarra
- Cliff Evans - chitarra
- Graham Crallan - batteria